# Cane da pastore di Karst
Il cane da pastore di Karst (in sloveno kraševec o Kraški ovčar, che significa pastore del Carso) è una razza canina appartenente al gruppo dei molossoidi.

## Storia
La razza esiste da molti secoli e probabilmente questo cane seguì il suo popolo nelle sue migrazioni verso le isole di Istria e della Dalmazia, che si stabilirono probabilmente nella regione Slovenia. La razza è stata menzionata negli scritti la prima volta nel 1689 nel libro di Janez Vajkard Valvasor La gloria del duca di Carniola. La razza e il suo standard furono ufficialmente riconosciute il 2 giugno 1939 con il nome di Illyrian Shepherd (Cane da pastore Illirico) durante l'assemblea generale della FCI a Stoccolma. All'assemblea generale del 1948 in Slovenia, venne completato lo standard e riaccettata la razza.

## Descrizione
La coda ha una forma a sciabola, attaccata alta e di una lunghezza media, partendo stretta e allargandosi alla radice, fino ad arrivare al garretto. Il colore ammesso è il grigio ferro.
Il pelo deve essere fitto, lungo e dritto con un fitto sottopelo. Sul garrese la lunghezza del pelo deve essere almeno 10 cm. Gli occhi sono a mandorla, posizionati leggermente obliqui e di colore che può variare dal castano al grigio scuro, con tutte le tonalità di mezzo accettate. La testa è molto nobile con un profilo allungato.

## Carattere
Di buona indole e brillante temperamento, coraggioso ma non mordace, molto devoto al padrone. Incorruttibile nella sua buona guardia, sospettoso degli estranei.